# Selo pri Bledu
Selo pri Bledu é uma vila localizada no município de Bled na Eslovênia. Possuía uma população estimada de 205 habitantes em 2020.